# Ванта
Вантите (от нидерландски: want) са прави елементи, най-често въжета, опънати под наклон и свързващи висок вертикален елемент с някаква основа.
Вантите са част от стоящия такелаж на ветроходните кораби, където укрепват мачтите, стенгите и брамстенгите към бордовете на кораба. Вантите са опънати от върха (топа) на мачтата или стенгата. Броят на вантите зависи от дебелината на мачтата и площта на ветрилата.
В строителството вантите са основен елемент на вантовите конструкции, в частност на вантовите мостове.